# Catawba (Carolina do Norte)

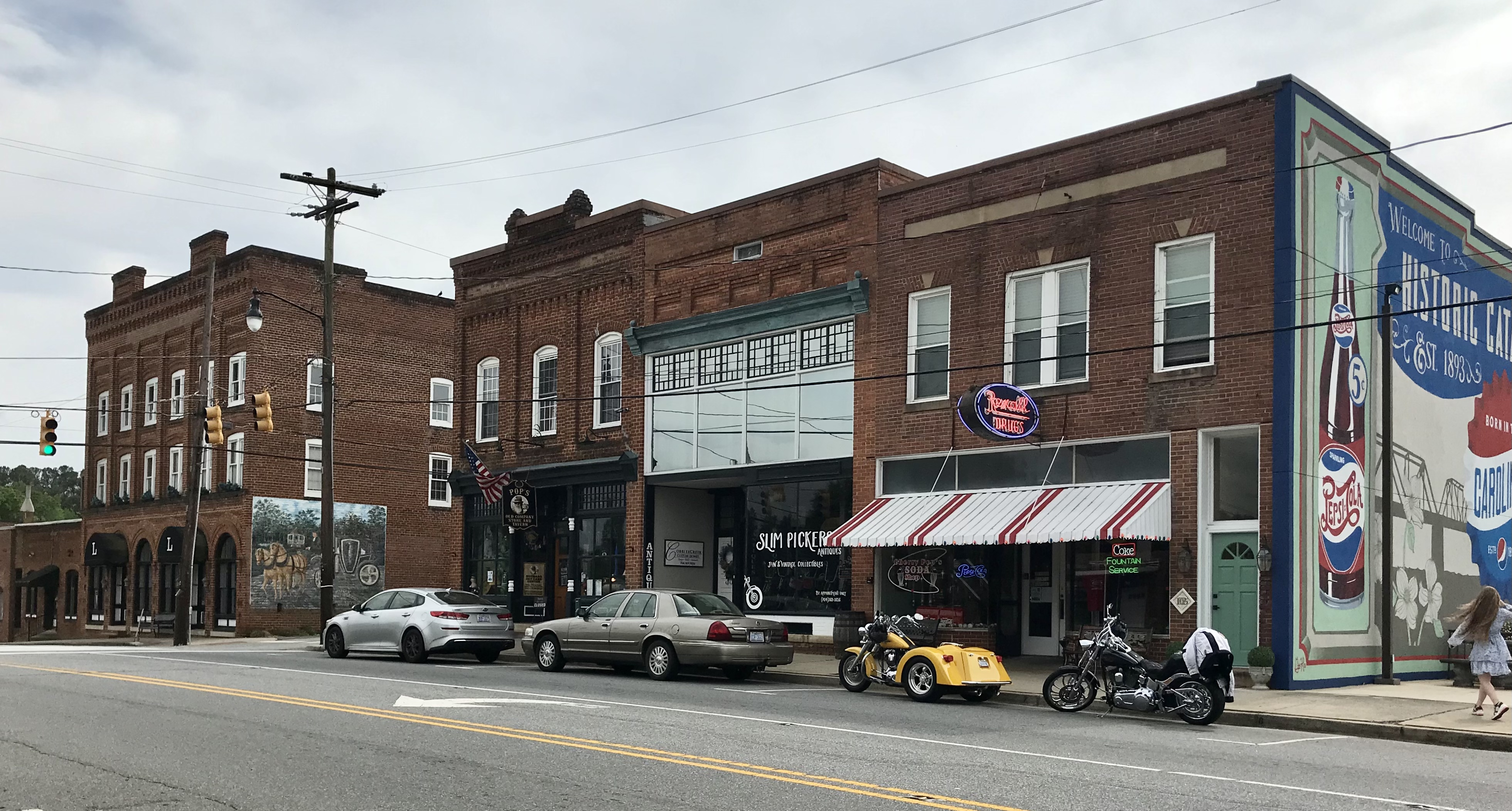
Edifícios na Rua Principal

Catawba é uma cidade  localizada no estado norte-americano de Carolina do Norte, no Condado de Catawba.

## Demografia
Segundo o censo norte-americano de 2000, a sua população era de 698 habitantes.
Em 2006, foi estimada uma população de 785, um aumento de 87 (12.5%).

## Geografia
De acordo com o United States Census Bureau, a localidade tem uma área de 6,0 km², dos quais 5,9 km² cobertos por terra e 0,1 km² cobertos por água. Catawba localiza-se a aproximadamente 326 m acima do nível do mar.

## Localidades na vizinhança
O diagrama seguinte representa as localidades num raio de 16 km ao redor de Catawba.